# Jérôme Coumet
 (janvier 2024).
Jérôme Coumet, né le 22 janvier 1967 à Paris 13e (Seine), est un homme politique français. Anciennement membre du Parti socialiste, qu'il quitte en 2017, il est maire du 13e arrondissement de Paris depuis 2007.

## Biographie
Jérôme Coumet naît le 22 janvier 1967 à l'hôpital de la Salpêtrière dans le 13e arrondissement de Paris,. Il est le fils de l'historien Ernest Coumet.
Il a fait toute sa scolarité dans le 13e : école Wurtz, collège George-Sand, lycée Claude-Monet puis des études d’économie à l'université Paris-I,.
Il est élu aux élections municipales de 2001 sur la liste PS conduite par Serge Blisko, qui prend la mairie du 13e arrondissement au maire sortant Jacques Toubon. Premier adjoint au maire du 13e et conseiller de Paris, Jérôme Coumet devient le 12 juillet 2007 maire du 13e arrondissement après la démission de Serge Blisko, qui ne souhaitait plus cumuler avec son mandat de député (il cumulait les deux depuis 6 ans) mais reste premier adjoint.
Il faisait partie du courant de Dominique Strauss-Kahn.
Jérôme Coumet devient ainsi, à 40 ans, le plus jeune des vingt maires d'arrondissement parisiens. « Moi compris, cela fait quand même une moyenne de 62 ans pour les maires d'arrondissement. Cela montre l'étendue du renouvellement à mettre en œuvre », commente-t-il pour Le Parisien.
Jérome Coumet estime qu'« on peut dire que j'ai un parcours d'apparatchik, mais ça m'a permis dans les années 1990 de participer à une formidable aventure : la mise au point de la stratégie de la conquête de Paris et la victoire en 2001. ».
Il a été désigné le 18 octobre 2007 par 91,5 % des militants PS de son arrondissement candidat à la mairie du 13e pour les élections municipales de mars 2008. Au second tour, le 16 mars 2008, la liste d'union de la gauche qu'il menait a remporté le suffrage avec 69,88 % des voix.
Il a été réélu maire du 13e lors du conseil d'arrondissement du 29 mars 2008 de même que le 13 avril 2014.
Il est connu pour développer et valoriser le street art dans son arrondissement, un des plus généreusement dotés de Paris.
En mars 2015, le magazine Le Point affirme que neuf collaborateurs, anciens et actuels, de Jérôme Coumet bénéficient de logements sociaux,. Un article auquel Jérôme Coumet a apporté un démenti formel en regrettant que « [des noms de collaborateurs] soient jetés à la vindicte populaire, au mépris du respect de la vie privée ». Le Point sera condamné pour diffamation à la suite de cet article, le 15 novembre 2017.
Le 12 janvier 2019, il célèbre à la mairie du 13e le « mariage » de deux ours en peluche faisant partie des « Nounours des Gobelins », une collection de nounours de la taille d'un adulte, exposés de manière itinérante depuis octobre 2018 dans tout le quartier des Gobelins (13e arrondissement),.